# 種田和加子
種田 和加子（たねだ わかこ、1953年（昭和28年） - ）は、日本の文学者、藤女子大学名誉教授。高知県出身
立教大学文学部日本文学科卒業。1984年、立教大学大学院文学研究科博士課程単位取得満期退学、群馬県立女子大学文学部助手、講師、藤女子短期大学国文科講師。2001年、藤女子大学文学部助教授、2008年同教授。2020年同定年退職。同名誉教授

## 研究領域
専門は近代日本文学。特に泉鏡花。鏡花作品における被差別の問題や、中上健次における身体性の問題を研究。

## 著書
- 大石悦子、揚妻祐樹と共著『コントラテクスト論 : con/textの「中で/中から/中へ」人称/声は行為となるか』（高文堂出版社、2004年）
- 『泉鏡花論 到来する「魔」』（立教大学出版会 有斐閣 (発売) 2012年）

## 注
1. ↑  『北海道人物・人材リスト 2004 かーと』（日外アソシエーツ編集・発行、2003年）ｐ１３５９
2. ↑  プロフィール
3. ↑  以上につきマイポータル
4. ↑  以上につきKAKEN

| スタブアイコン | サブスタブ | この項目は、まだ閲覧者の調べものの参照としては役立たない、文人（小説家・詩人・歌人・俳人・作詞家・作家・放送作家・随筆家（コラムニスト）・文芸評論家）に関連した書きかけの項目です。この項目を加筆・訂正などしてくださる協力者を求めています（P:文学/PJ:作家）。 |